# Aleksiej Krochin
Aleksiej Aleksiejewicz Krochin (ros. Алексей Алексеевич Крохин, ur. 17 lipca?/30 lipca 1912 w Petersburgu, zm. 6 października 1983) – funkcjonariusz radzieckich służb specjalnych, generał major.

## Życiorys
Podczas wojny ZSRR z Niemcami był funkcjonariuszem Wydziałów Specjalnych NKWD Leningradzkiego, później Moskiewskiego Okręgu Wojskowego, 1945-1946 kierował grupą kontrwywiadu Smiersz wchodzącej w skład radzieckiej misji wojskowej akredytowanej przy sztabie Angielskiej Armii Reńskiej. Od września 1946 pracował w wywiadzie zagranicznym, 1950-1954 kierownik rezydentury MGB/MWD/KGB w Paryżu, 1954-1961 i 1964-1966 zastępca Pierwszego Głównego Zarządu KGB ZSRR i kierownik nielegalnego wywiadu, od 1956 generał major, 1961-1964 pełnomocnik KGB ds. współpracy i kontaktów z MSW i MBP NRD, 1966-1971 kierownik rezydentury KGB w Paryżu.

## Odznaczenia
- Order Lenina
- Order Czerwonego Sztandaru (czterokrotnie)
- Order Wojny Ojczyźnianej I klasy
- Order Czerwonej Gwiazdy (dwukrotnie)
- Odznaka „Honorowy Funkcjonariusz Bezpieczeństwa Państwowego”

I wiele medali.